# Phytoecia flavipes
Phytoecia flavipes là một loài bọ cánh cứng trong họ Cerambycidae.